# Radio (Lana-Del-Rey-Lied)
Radio ist ein Lied der US-amerikanischen Popsängerin Lana Del Rey. Das Stück erschien als Teil ihres zweiten Studioalbums Born to Die.

## Entstehung und Artwork
Radio wurde von der Interpretin (Elizabeth Grant) selbst geschrieben, zusammen mit dem britischen Autoren und Musikproduzenten Justin Parker. Die Produktion tätigte der US-amerikanische Musikproduzent Emile Haynie, der Unterstützung durch Parker erhielt. Das Mastering erfolgte durch Metropolis Mastering in London, unter der Leitung von John Davis. Für die Abmischung des Titels war der britische Toningenieur Dan Grech-Marguerat zuständig, unter der Mithilfe seines Assistenten Duncan Fuller. Neben der Produktion war Haynie auch für große Teile der Instrumentierung verantwortlich und spielte dabei Gitarre, Keyboard sowie Schlagzeug. Darüber hinaus sind in dem Lied Streichinstrumente zu hören, die von Steve Tirpak eingespielt wurden. Als Arrangeur der Streichinstrumente und Dirigent fungierte Larry Gold.

## Veröffentlichung
Die Erstveröffentlichung von Radio erfolgte als Teil von Lana Del Reys zweitem Studioalbum Born to Die am 27. Januar 2012. Dieses erschien weltweit durch die Musiklabels Interscope Records und Polydor. Für den Vertrieb war die Universal Music Group zuständig, verlegt wurde das Lied durch EMI Music Publishing und Sony/ATV Music Publishing.
Del Rey spielte das Lied unter anderem während ihrer Born to Die Tour (2011–12) und Paradise Tour (2013–14).

## Inhalt
Der Liedtext zu Radio ist in englischer Sprache verfasst. Während der Demoaufnahmen trug es noch den Arbeitstitel „Cinnamon“ (englisch für „Zimt“). Die Musik und der Text wurden gemeinsam von Lana Del Rey und Justin Parker geschrieben beziehungsweise komponiert. Musikalisch handelt es sich hierbei um eine Ballade aus dem Bereich der Popmusik, mit Dubstep- und Trip-Hop-Einflüssen. Das Tempo beträgt 75 Schläge pro Minute. Die Tonart ist D-Dur. Del Reys Gesang umfasst während des Liedes die Tonarten D3-A4.
Inhaltlich thematisiert Radio das sich ändernde Umfeld, wenn man im Radio gespielt werde. In einem italienischen TV-Interview aus dem Jahr 2012 bestätigte Del Rey, das man ihr immer eingeredet habe, dass Menschen ihre Meinung über sie ändern und anfangen würden sie zu mögen, nur weil sie im Radio gespielt werde. Das würde stimmen, aber es mache ihr nichts aus beziehungsweise gefalle ihr, weil sie bevorzuge, wenn man nett zu ihr sei. Ihr sei egal, warum Menschen nett zu ihr seien. Sie möge es einfach, wenn es einfacher sei. Darüber hinaus erklärte sie weiter, dass sie Radio schrieb, als ein Mann, den sie früher kannte, in ihr Leben zurückgekommen sei. Sie habe gedacht, jetzt sei ihr Leben süß wie Zimt, weil er zurückgekommen sei.
Aufgebaut ist das Lied auf zwei Strophen, einem Refrain und einer Bridge. Es beginnt, nach einem kurzen Instrumental, mit der ersten Strophe, die als Vierzeiler geschrieben wurde. Die zweite und vierte Strophe bilden dabei einen Kreuzreim. An die erste Strophe schließt sich zunächst der sogenannte Pre-Chorus an, der ebenfalls ein Vierzeiler ist, ehe der eigentliche Refrain einsetzt. Der Refrain setzt sich aus acht Zeilen zusammen und lässt sich in zwei Abschnitte à vier Zeilen unterteilen. Der gleiche Aufbau wiederholt sich mit der zweiten Strophe. Nach dem zweiten Refrain setzt als musikalisches Zwischenspiel die Bridge ein, die sich zu großen Teilen aus Wiederholungen des Refrains zusammensetzt, ehe das Lied mit dem Refrain endet, der sich diesmal zweimal wiederholt.
| „Now my life is sweet like cinnamon. Like a fuckin’ dream I’m livin’ in. Baby, love me ’cause I’m playing on the radio. How do you like me now? Lick me up and take me like a vitamin. ’Cause my body’s sweet like sugar venom, oh yeah. Baby, love me 'cause I’m playing on the radio. How do you like me now?“ – Refrain, Originalauszug | „Jetzt ist mein Leben süß wie Zimt. Wie ein verdammter Traum, in dem ich lebe. Baby, lieb mich, weil ich im Radio gespielt werde. Wie gefall ich Dir nun? Leck mich auf und nimm mich wie ein Vitamin. weil mein Körper süß wie Zuckergift ist, oh ja. Baby, lieb mich, weil ich im Radio gespielt werde. Wie gefall ich Dir nun?“ – Refrain, Übersetzung |

## Mitwirkende
Liedproduktion
- John Davis: Mastering
- Duncan Fuller: Abmischung-Assistenz
- Larry Gold: Arrangement (Streichinstrumente), Dirigent
- Elizabeth Grant (Lana Del Rey): Gesang, Komponist, Liedtexter
- Dan Grech-Marguerat: Abmischung
- Emile Haynie: Gitarre, Keyboard, Musikproduzent, Schlagzeug
- Justin Parker: Komponist, Koproduzent, Liedtexter
- Steve Tirpak: Streichinstrumente

Unternehmen
- EMI Music Publishing: Verlag
- Interscope Records: Musiklabel
- Metropolis Mastering: Tonstudio
- Polydor: Musiklabel
- Sony/ATV Music Publishing: Verlag
- Universal Music Group: Vertrieb

## Rezeption

### Rezensionen
Christoph Dorner vom deutschsprachigen Online-Magazin laut.de bewertete das Album Born to Die mit drei von fünf Sternen. Er kommt während seiner Kritik zu dem Schluss, dass Titel wie Carmen, Radio und Summertime Sadness Belege dafür seien, dass dem Album am Ende die Luft ausginge, und für einen marktgläubigen Produzenten-Pop, der seiner Protagonistin Dubstep- und Trip-Hop-Bässe, erregte Soundcollagen und einen mal kieksenden, dann wieder rauchig-lüsternen Sprechgesang diktiere.
Stephan Müller vom deutschsprachigen E-Zine Plattentests.de vergab sieben von zehn Punkten für Born to Die und hob Radio als eines von fünf „Highlights“ hervor. Ihre Stimme beschrieb er in Radio unter anderem als „zuckersüß“.

### Chartplatzierungen
Radio erreichte, obwohl es nicht als offizielle Single erschien, Chartplatzierungen in einigen Ländern, vor allem im deutschsprachigen Raum über elf Jahre nach seiner Albumveröffentlichung. In Deutschland platzierte sich das Lied zunächst auf Rang zwei der Single-Trend-Charts am 16. Juni 2023, bevor es in der Folgewoche vom 23. Juni 2023 erstmals in die Singlecharts einstieg und sich dabei auf Rang 100 platzierte. In Österreich stieg das Lied am 20. Juni 2023 auf Rang 51 ein und erreichte später Rang 48. In der Schweiz stieg es am 18. Juni 2023 auf Rang 95 ein und erreichte in der Flogewoche mit Rang 61 seine beste Notierung. In den britischen Charts stieg Radio am 21. Juli 2023 auf Rang 78 ein. Darüber hinaus platzierte sich das Lied im Jahr 2012 auf Rang 67 in Frankreich.
Für Del Rey als Interpretin avancierte Radio zum 38. Charthit im Vereinigten Königreich, dem 23. in der Schweiz, 17. in Österreich sowie zum 16. in Deutschland. In ihrer Autorenfunktion ist es der 35. Charterfolg im Vereinigten Königreich, der 22. in der Schweiz, der 16. in Österreich und der 15. in Deutschland.
| ChartsChartplatzierungen     | Höchstplatzierung | Wochen |
| ---------------------------- | ----------------- | ------ |
| Deutschland (GfK)            | 100 (1 Wo.)       | 1      |
| Österreich (Ö3)              | 48 (5 Wo.)        | 5      |
| Schweiz (IFPI)               | 61 (9 Wo.)        | 9      |
| Vereinigtes Königreich (OCC) | 78 (6 Wo.)        | 6      |

### Auszeichnungen für Musikverkäufe
Radio bekam am 24. November 2021 eine Platin-Schallplatte für über eine Million verkaufte Einheiten in den Vereinigten Staaten verliehen. Am 24. Mai 2024 folgte eine Goldene Schallplatte im Vereinigten Königreich, bereits am 14. April 2023 erreichte es dort Silber-Status. Das Lied bekam somit drei Goldene sowie sechs Platin-Schallplatten und verkaufte sich laut Schallplattenauszeichnungen über 1,8 Millionen Mal.
| Land/Region                  | Auszeichnungen für Musikverkäufe (Land/Region, Auszeichnung, Verkäufe) | Verkäufe  |
| ---------------------------- | ---------------------------------------------------------------------- | --------- |
| Australien (ARIA)            | 3× Platin                                                              | 210.000   |
| Brasilien (PMB)              | Gold                                                                   | 30.000    |
| Griechenland (IFPI)          | Gold                                                                   | 10.000    |
| Kanada (MC)                  | 2× Platin                                                              | 160.000   |
| Vereinigte Staaten (RIAA)    | Platin                                                                 | 1.000.000 |
| Vereinigtes Königreich (BPI) | Gold                                                                   | 400.000   |
| Insgesamt                    | 3× Gold · 6× Platin ·                                                  | 1.810.000 |

Hauptartikel: Lana Del Rey/Auszeichnungen für Musikverkäufe

## Coverversionen
Im Jahr 2017 coverte der US-amerikanische Videoblogger Conan Gray das Lied und veröffentlichte es über YouTube, wo es bis Juni 2023 über fünf Millionen Aufrufe zählte.